# Naryn-Tałacza
Naryn-Tałacza (ros. Нарын-Талача) – wieś w Rosji, w Kraju Zabajkalskim, w rejonie karymskim. W 2010 liczyła 679 mieszkańców.